# Hypotaenidia
Hypotaenidia (česky chřástal, toto jméno je však používáno pro více různých rodů) je rod ptáků z čeledi chřástalovití (Rallidae). Jeho zástupci jsou některými autoritami sdružováni do rodu Gallirallus, jenž jinak zahrnuje pouhé dva žijící druhy (jedním z nich je chřástal weka [G. australis]).
Chřástalové rodu Hypotaenidia jsou rozšířeni na ostrovech západního a středního Tichého oceánu, především pak v Australasii. Rod zahrnuje 8 druhů žijících a 4 druhy nedávno vyhynulé (hodnoceny z pohledu IUCN, tedy od roku 1500). Téměř všechny druhy tohoto rodu jsou nelétavé, a proto i suchozemské, některé jsou schopny uletět 1 až 2 metry (chřástal okinawský či chřástal guamský). Schopným letcem je chřástal páskovaný (Gallirallus philippensis), jenž se díky tomu rozšířil skrze mnohé ostrovy Oceánie a je rovněž považován za předka jiných pacifických chřástalů, včetně chřástala wakeského.
Chřástalové se živí rostlinnou i živočišnou potravou. Velké druhy dokážou polapit i menší obratlovce.

## Přehled druhů
Zpracováno na základě: 
- † Hypotaenidia dieffenbachii (Gray, 1843) – chřástal Dieffenbachův
- Hypotaenidia insignis (P. L. Sclater, 1880) – chřástal novobritský
- Hypotaenidia okinawae (Yamashina & Mano, 1981) – chřástal okinawský
- Hypotaenidia owstoni Rothschild, 1895 – chřástal guamský
- † Hypotaenidia pacifica (J. F. Gmelin, 1789) – chřástal tahitský
- Hypotaenidia philippensis (Linnaeus, 1766) – chřástal páskovaný
- † Hypotaenidia poeciloptera (Hartlaub, 1866) – chřástal proužkokřídlý
- Hypotaenidia rovianae (Diamond, 1991) – chřástal rovianský
- Hypotaenidia sylvestris (P. L. Sclater, 1870) – chřástal Howeův
- Hypotaenidia torquata (Linnaeus, 1766) – chřástal příčkovaný
- † Hypotaenidia wakensis Rothschild, 1903 – chřástal wakeský
- Hypotaenidia woodfordi (Ogilvie-Grant, 1889) – chřástal Woodfordův